# 布里苏莫尔塔涅
布里苏莫尔塔涅（法語：Brie-sous-Mortagne，法語發音：[bʁi su mɔʁtaɲ]，意为“莫尔塔涅下方的布里”）是法国滨海夏朗德省的一个市镇，位于该省南部偏西，属于桑特区。

## 地理
布里苏莫尔塔涅（45°29'41"N, 0°44'35"W）面积7.22 平方千米，位于法国新阿基坦大区滨海夏朗德省，该省份为法国西部滨海省份，北起旺代省，西临大西洋，南至吉倫特省，东南接多爾多涅省，东北接德塞夫勒省接壤，东临夏朗德省。
与布里苏莫尔塔涅接壤的市镇（或旧市镇、城区）包括：布特纳克-图旺、吉伦特河畔莫尔塔涅、瑟德尔河畔圣日耳曼、维罗莱、弗卢瓦拉克。
布里苏莫尔塔涅的时区为UTC+01:00、UTC+02:00（夏令时）。

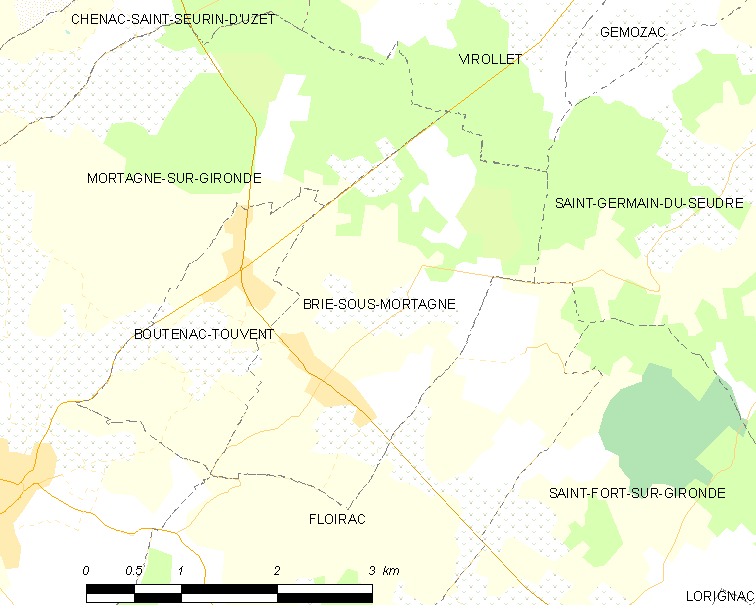
布里苏莫尔塔涅的OSM定位图

## 行政
布里苏莫尔塔涅的邮政编码为17120，INSEE市镇编码为17068。

## 政治
布里苏莫尔塔涅所属的省级选区为桑通日-河口县。

## 人口

1962-2008年间布里苏莫尔塔涅人口变化图示

布里苏莫尔塔涅于2022年1月1日时的人口数量为238人。